# Менська волость
Менська волость — історична адміністративно-територіальна одиниця Сосницького повіту Чернігівської губернії з центром у містечку Мена.
Станом на 1885 рік складалася з 10 поселень, 8 сільських громад. Населення — 9845 осіб (4736 чоловічої статі та 5109 — жіночої), 1660 дворових господарств.
|                     | Площа, десятин | У тому числі орної, дес. |
| ------------------- | -------------- | ------------------------ |
| Сільських громад    | 10632          | 6757                     |
| Приватної власності | 6866           | 3320                     |
| Іншої власності     | 328            | 145                      |
| Загалом             | 17826          | 10222                    |

Поселення волості:
- Мена — колишнє державне та власницьке містечко при річці Мена за 21 версту від повітового міста, 2932 особи, 540 дворів, 3 православні церкви, єврейська синагога та молитовний будинок, школа, 2 постоялих двори, 11 постоялих будинків, 23 лавки, базари, 3 вітряних млини, маслобійний завод, 3 щорічний ярмарки: 7 січня, 8 вересня, 6 грудня. За 13 верст — Максаківський жіночий монастир із 2 церквами.
- Величківка — колишнє державне та власницьке село при річці Мена, 732 особи, 145 дворів, православна церква, постоялий будинок.
- Данилівка — колишнє державне та власницьке село при річці Сперш, 882 особи, 153 двори, православна церква, постоялий будинок.
- Куковичі — колишнє державне та власницьке село при річці Десна, 1551 особа, 282 двори, православна церква, 2 постоялий будинки, вітряний млин, крупорушка.
- Максаки — колишнє державне село при річці Десна, 846 осіб, 157 дворів, православна церква, 2 постоялий будинки.
- Феськівка — колишнє державне та власницьке село при річці Десна, 1690 осіб, 272 двори, православна церква, 2 постоялий будинки.

1899 року у волості налічувалось 17 сільських громад, населення зросло до 15655 осіб (7617 чоловічої статі та 7838 — жіночої).